# Пирита (порт)
Порт Пи́рита (эст. Pirita sadam, код EEPIR) — малый морской порт в Таллине, Эстония. Предназначен для вспомогательного флота и килевых яхт. Максимальная длина судна — до 24 метров. Является пограничным пунктом Таллина. Расположен на берегу Финского залива, часть порта находится на левом берегу устья реки Пирита. Территория порта — 29 277,51 м². С 2012 года является членом организации «Центр развития малых портов Эстонии». Адрес порта: ул. Пурье, 13. 

## История порта
Устье реки Пирита уже в древние времена использовалось как пристань для лодок и гавань. В 1820 году здесь была основана первая организация типа яхт-клуба — «Орден смелых мореходов». Во времена Эстонской ССР в устье реки располагались основанный 8 февраля 1948 года яхт-клуб «Калев», Экспериментальная верфь спортивного судостроения и яхт-клуб ВМФ СССР. К Летним Олимпийским играм 1980 года, в связи с организацией в Таллине Олимпийской парусной регаты, в 1975—1980 годах в устье реки Пирита был построен Олимпийский центр парусного спорта.  
Гавань для яхт была введена в эксплуатацию к 17 июля 1979 года, то есть к началу парусных соревнований VII летней Спартакиады народов СССР. Отделённая молами морская гавань и речная гавань (большей частью которой в настоящее время оперирует яхтклуб «Калев») в целом вмещали до 750 судов. 

## Описание порта
Порт предоставляет возможность швартовки, хранения и ремонта на берегу малых судов. Территория порта — 29 277,51 м², площадь акватории — 122 762 м². Навигационный период — с 1 мая по 1 ноября. Обслуживание судов производится только на основе регистрационного удостоверения малого судна. Оператор порта — основанное в  1994 году акционерное общество AS Tallinna Olümpiapurjespordikeskus (Таллинский Олимпийский центр парусного спорта).

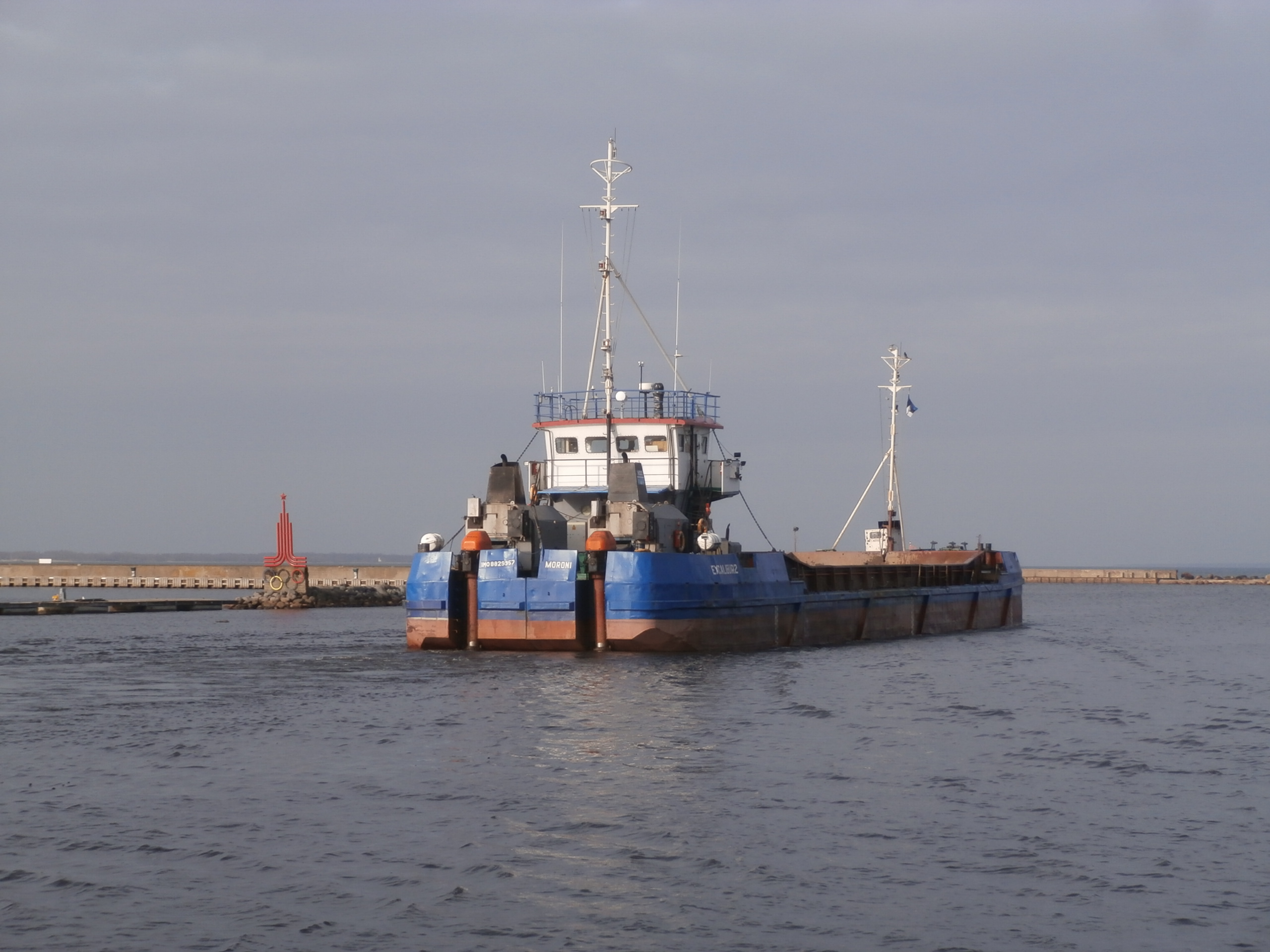
Баржа «Excalibur 2» в порту Пирита, 2015 год

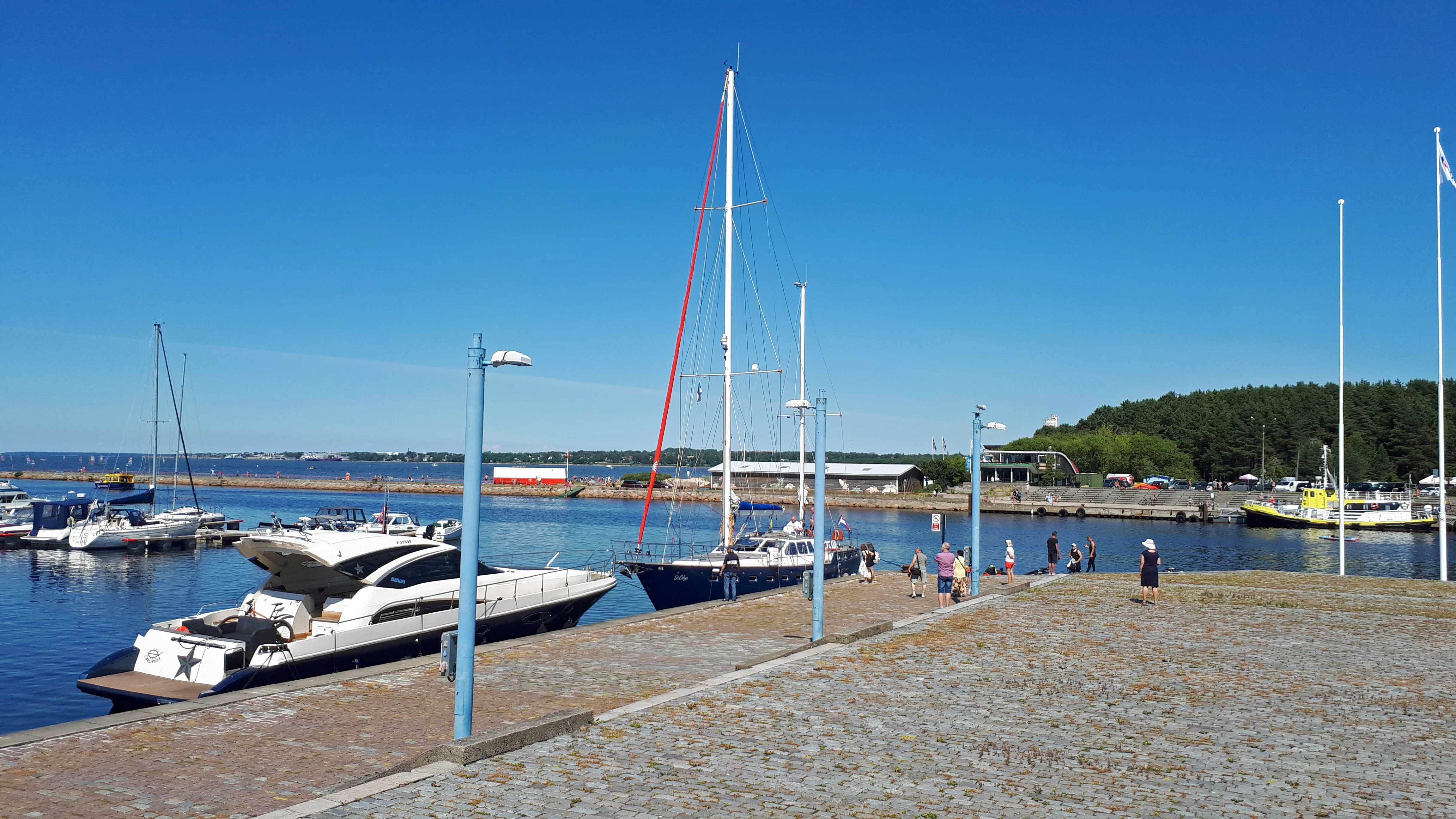
Набережная и церемониальная площадка порта Пирита

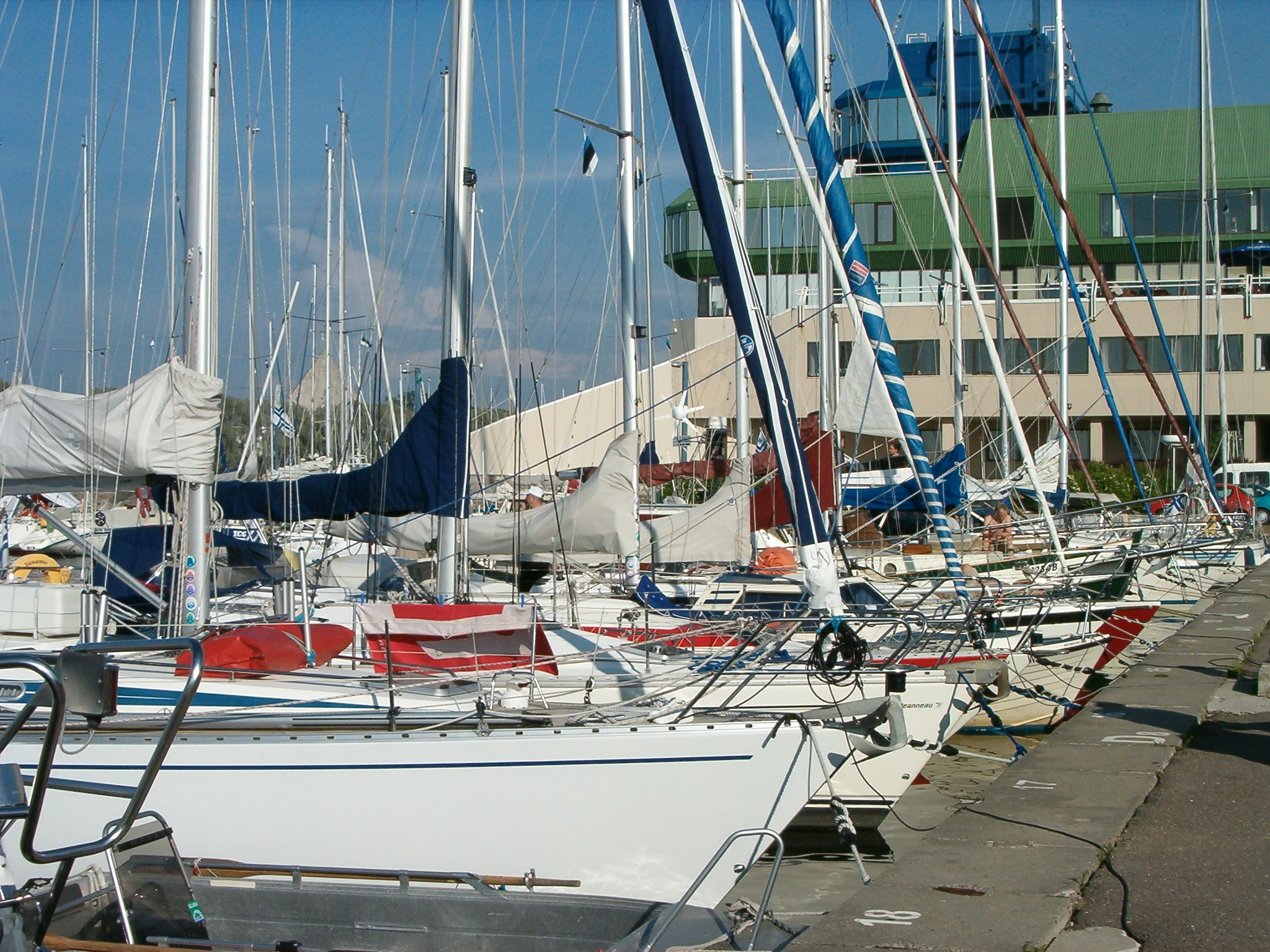
Гостевой причал D-8

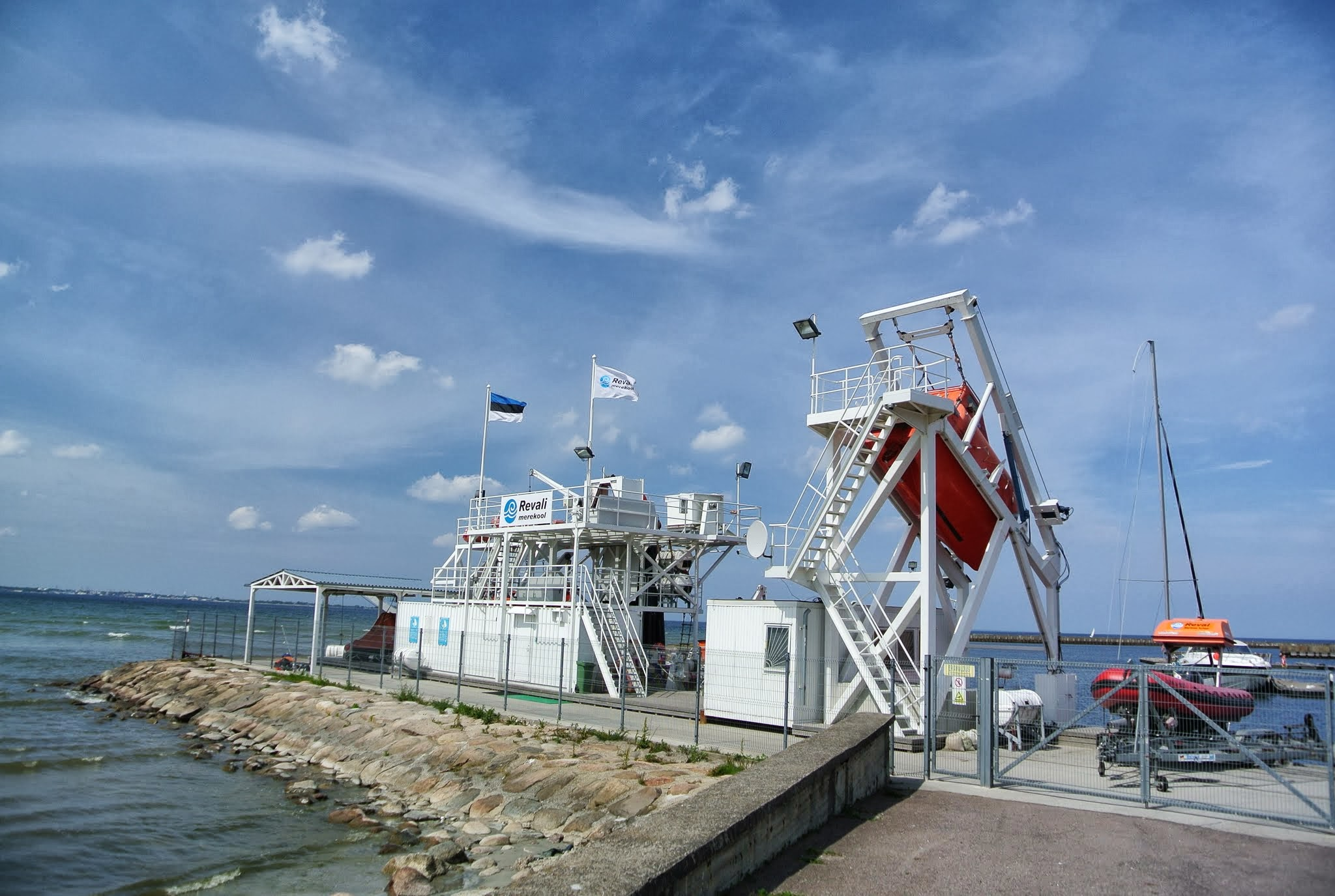
Причал морской школы «Ревали», 2013 год

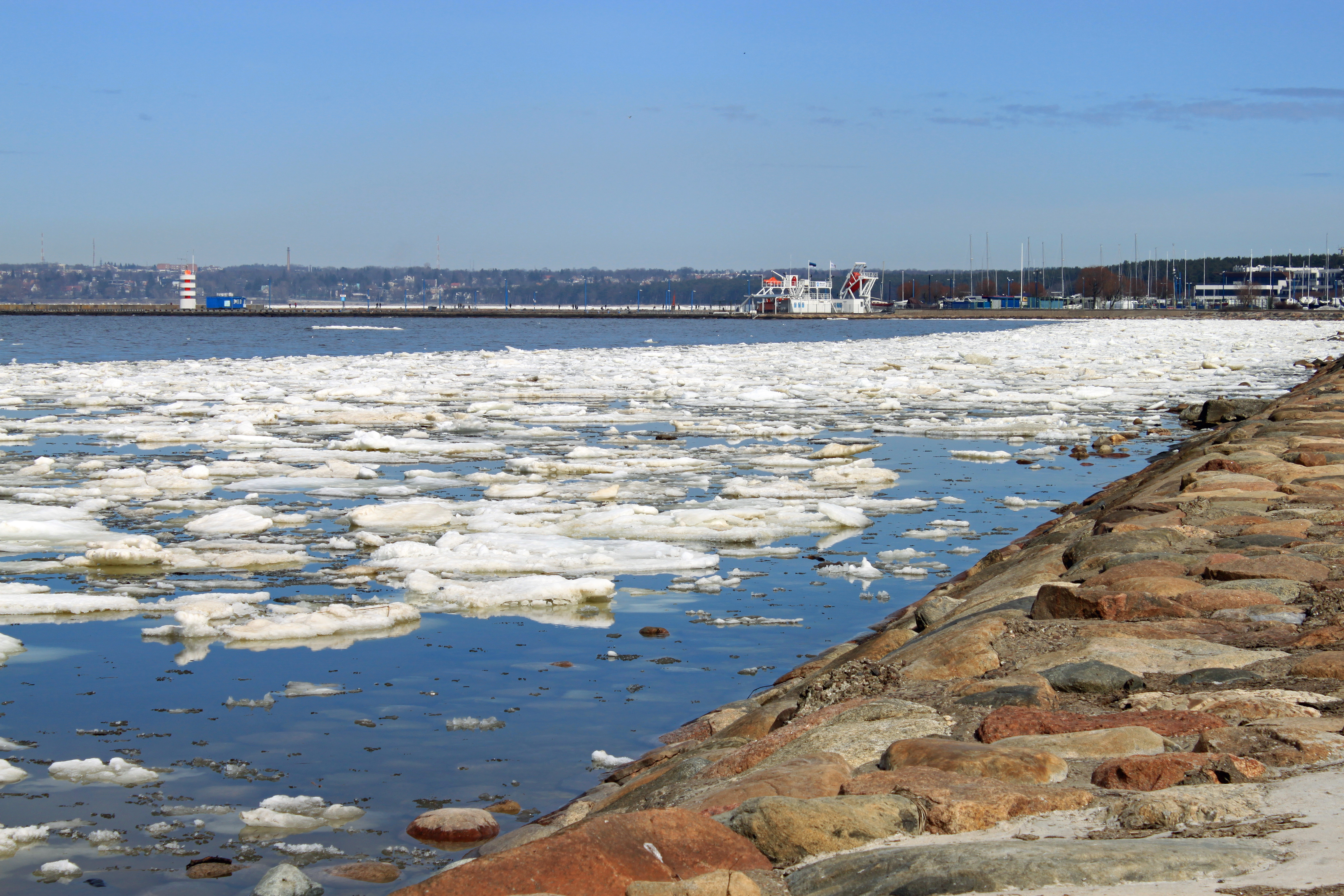
Вид на причалы порта Пирита с набережной бульвара Регати, апрель 2011 года

Технические данные порта согласно Регистру портов Эстонии:
- общий тоннаж судна — до 500 тонн;
- наибольшая длина судна — 23,9 м;
- наибольшая ширина судна — 6 м;
- наибольшая осадка судна — 2,8 м;
- наименьшая ширина судового хода — 50 м;
- наименьшая глубина судового хода — 3,7 м.

Порт имеет 30 причалов, из них 21 — стационарные, 9 — плавучие. Число причальных мест — 278, из них 230 — для местных судов, 48 — для гостевых судов. 
| Наименование причала       | Тип причала  | Глубина у причала, м | Длина причала, м |
| -------------------------- | ------------ | -------------------- | ---------------- |
| C-6                        | стационарный | 1,8                  | 56               |
| C-6 (плавучий)             | плавучий     | 1,8                  | 10               |
| D-10, гостевой             | стационарный | 2,0                  | 40               |
| D-11 (плавучий), гостевой  | плавучий     | 2,4                  | 109              |
| D-7, гостевой              | стационарный | 2,6                  | 80               |
| D-8, гостевой              | стационарный | 3,7                  | 68               |
| D-9 (плавучий), гостевой   | плавучий     | 3,9                  | 64               |
| D-9                        | стационарный | 1,9                  | 80               |
| F-12                       | плавучий     | 1,0                  | 52               |
| F-13, морская школа        | стационарный | 2,8                  | 60               |
| F-14, морская школа        | стационарный | 3,2                  | 80               |
| G-15, отстойный            | стационарный | 2,9                  | 80               |
| G-16, отстойный            | стационарный | 2,6                  | 80               |
| G-17, пограничная служба   | стационарный | 2,9                  | 80               |
| G-плавучий                 | плавучий     | 3,0                  | 20               |
| H-18 (плавучий)            | плавучий     | 3,1                  | 20,2             |
| H-18, отстойный            | стационарный | 3,1                  | 80               |
| H-19, отстойный            | стационарный | 2,8                  | 80               |
| H-20, отстойный            | стационарный | 3,1                  | 80               |
| I-21                       | плавучий     | 2,8                  | 33               |
| I-21, отстойный            | стационарный | 3,2                  | 80               |
| I-22, отстойный            | стационарный | 3,3                  | 60               |
| I-23, отстойный            | стационарный | 3,8                  | 80               |
| K-24                       | плавучий     | 2,8                  | 33               |
| K-24, отстойный            | стационарный | 3,3                  | 80               |
| K-25, отстойный            | стационарный | 3,3                  | 44               |
| K-26 (плавучий), отстойный | плавучий     | 3,0                  | 61               |
| K-27, заправка             | стационарный | 3,3                  | 34               |
| K-28, отстойный            | стационарный | 2,8                  | 41               |
| K-28, заправка             | стационарный | 2,8                  | 29               |

Предоставляемые портом услуги:
- электричество,
- душ,
- прачечная,
- слип,
- кафе/ресторан,
- Wi-Fi,
- топливная заправка для катеров,
- автомобильная парковка,
- приём мусора,
- водолаз,
- охрана,
- аренда лодок,
- использование телескопического погрузчика,
- места для палаток,
- места для автокараванов,
- аренда церемониальной площадки.

## Показатели
Торговый оборот:

| Год        | 2009   | 2010     | 2011     | 2012     | 2013     | 2014     | 2015     | 2016     | 2017     | 2018     | 2019     | 2020     | 2021     | 2022     | 2023     | 2024, прогноз |
| ---------- | ------ | -------- | -------- | -------- | -------- | -------- | -------- | -------- | -------- | -------- | -------- | -------- | -------- | -------- | -------- | ------------- |
| Тысяч евро | 1418,8 | ↘ 1029,7 | ↗ 1478,2 | ↘ 1450,6 | ↘ 1438,2 | ↘ 1425,3 | ↘ 1362,7 | ↘ 1230,7 | ↘ 1227,5 | ↘ 1187,7 | ↗ 1211,4 | ↘ 1123,4 | ↗ 1235,8 | ↗ 1382,8 | ↗ 1499,1 | ↘ 1147,2      |

Численность работников предприятия AS Tallinna Olümpiapurjespordikeskus в 2015—2024 годах составляла от 7 до 13 человек.
Средняя заработная плата:
| Год  | 2015 | 2016   | 2017   | 2018   | 2019   | 2020   | 2021   | 2022   | 2023   | 2024   |
| ---- | ---- | ------ | ------ | ------ | ------ | ------ | ------ | ------ | ------ | ------ |
| Евро | 1334 | ↗ 1409 | ↘ 1353 | ↘ 1241 | ↘ 1240 | ↗ 1334 | ↗ 1390 | ↗ 1596 | ↗ 1976 | ↘ 1970 |